# Bolitoglossa chica
Espèce
Statut de conservation UICN

 VU B1ab(iii) : Vulnérable
Bolitoglossa chica est une espèce d'urodèles de la famille des Plethodontidae.

## Répartition
Cette espèce se rencontre en Équateur dans les provinces de Santo Domingo de los Tsáchilas et de Pichincha entre 250 et 600 m d'altitude et en Colombie dans le département de Nariño vers 1 650 m d'altitude.

## Étymologie
Le nom spécifique chica vient de l'espagnol chica, petit, en référence à l'aspect de cette espèce.

## Publication originale
- Brame & Wake, 1963 : The salamanders of South America. Contributions in Science. Natural History Museum of Los Angeles County, no 69, p. 1-72 (texte intégral).